# Sienno
Sienno é um município na região central da Polônia. Pertence à voivodia da Mazóvia, no condado de Lipsko. É a sede da comuna urbano-rural de Sienno, e da paróquia católica romana de São Sigismundo.
Estende-se por uma área de 10,7 km², com 928 habitantes, segundo o censo de 31 de dezembro de 2021, com uma densidade populacional de 86,7 hab./km².
Uma cidade nobre privada fundada em 1421, localizada na segunda metade do século XVI no condado de Radom, voivodia de Sandomierz. Foi destituída de seus direitos municipais em 13 de janeiro de 1870 e incorporada à comuna de Sienno, no condado de Iłżec. Entre 1867 e 1954, foi a sede da comuna rural de Sienno, entre 1954 e 1972 da gromada de Sienno (a partir de 1956 no condado de Lipsk) e, a partir de 1973, da comuna reativada de Sienno. Entre 1975 e 1998, pertenceu administrativamente à voivodia de Radom. Em 1 de janeiro de 2024, recuperou a condição de cidade.

## Divisão administrativa
| Nome              | Tipo            |
| ----------------- | --------------- |
| Krzywda           | parte da cidade |
| Makarszczyzna     | parte da cidade |
| Niwy Siennieńskie | parte da cidade |
| Przedmieście      | parte da cidade |
| Sikornik          | parte da cidade |
| Zakierkucie       | parte da cidade |

## História
A história de Sienno remonta pelo menos ao século XIV. Por volta de 1375, foi construída a primeira igreja de madeira, e Sienno pertencia à paróquia de Chotcza. Nos anos 1431–1442, uma igreja de tijolos em estilo gótico foi erguida em seu lugar, fundada por Dobiesław Oleśnicki e consagrada pelo bispo Zbigniew Oleśnicki, fundando a paróquia de Sienno. Um mosteiro paulino foi construído ao lado da igreja. Uma lembrança desse fato é uma placa gótica de arenito que representa os fundadores e patronos do templo. No século XVI, a igreja foi transformada em uma igreja calvinista por Sebastian Sienieński; os católicos a consagraram novamente no início do século XVIII.
Ela foi parcialmente destruída por um incêndio em 1879 e durante a Primeira Guerra Mundial. Reconstruída no período entre guerras, é um exemplo de arquitetura gótica sagrada. Cinco pinturas góticas sobre tábuas de cerca de 1460 estão na Galeria de Arte Medieval do Museu Nacional de Varsóvia.
Sienno recebeu o foral de cidade por volta de 1430, mas a perdeu após a Revolta de Janeiro, em 1870.
Membros proeminentes da família Oleśnicki, do brasão de Dębno, vieram de Sienno, incluindo o bispo de Cracóvia, o cardeal Zbigniew Oleśnicki, e o arcebispo de Gniezno, Jakub de Sienno. O castelo da família Olesnicki foi erguido na parte leste da cidade, e seu remanescente é o chamado Kopiec. Baltazar Opec, tradutor e escritor, foi pároco em Sienno por volta de 1531.
Włodzimierz Sedlak passou vários anos em Sienno, contribuindo para a criação de escolas secundárias, ainda em funcionamento, logo após a Segunda Guerra Mundial.
Os habitantes de Sienno participaram da Revolta de Janeiro e do movimento de resistência durante a Segunda Guerra Mundial (Exército Nacional e Batalhões de Fazendeiros). Situado a 7 km ao norte, o vilarejo de Jawor Solecki foi palco de batalhas na Revolta de Janeiro e o local onde o coronel Dionizy Czachowski morreu.
Sienno tinha uma população judaica significativa. O primeiro pequeno grupo é mencionado em 1576. Uma comunidade de cerca de 100 pessoas foi instalada no século XVIII. Em 1921, 735 judeus viviam em Sienno. Havia uma sinagoga de madeira do século XVIII e um cemitério judaico. Ambas as instalações foram destruídas pelos alemães. Havia um gueto em Sienno desde 6 de dezembro de 1941, onde os alemães reuniram cerca de 2 000 pessoas antes de deportá-las para o campo de extermínio de Treblinka em outubro de 1942. Na fronteira entre Stara Wieś e Sienno está o local do cemitério judeu marcado por um portão-monumento com um castiçal estilizado de sete braços. Abraham Joshua Heschel, o famoso filósofo, teólogo e escritor judeu, foi rabino em Sienno por algum tempo.
Durante a ocupação nazista, os alemães criaram um gueto para os residentes judeus em dezembro de 1941. Ele abrigava cerca de 2500 judeus. Em setembro de 1942, eles foram deportados para o gueto de Radomsko e, de lá, para o campo de extermínio de Treblinka II, onde foram assassinados.
O brasão de armas de Sienno é o brasão Dębno da nobreza, com o qual as famílias de Oleśnicki e Sienieński, entre outras, se selaram.

## Monumentos históricos
- Igreja de São Sigismundo[14]
- Restos do castelo da família Oleśnicki (o chamado Kopiec)

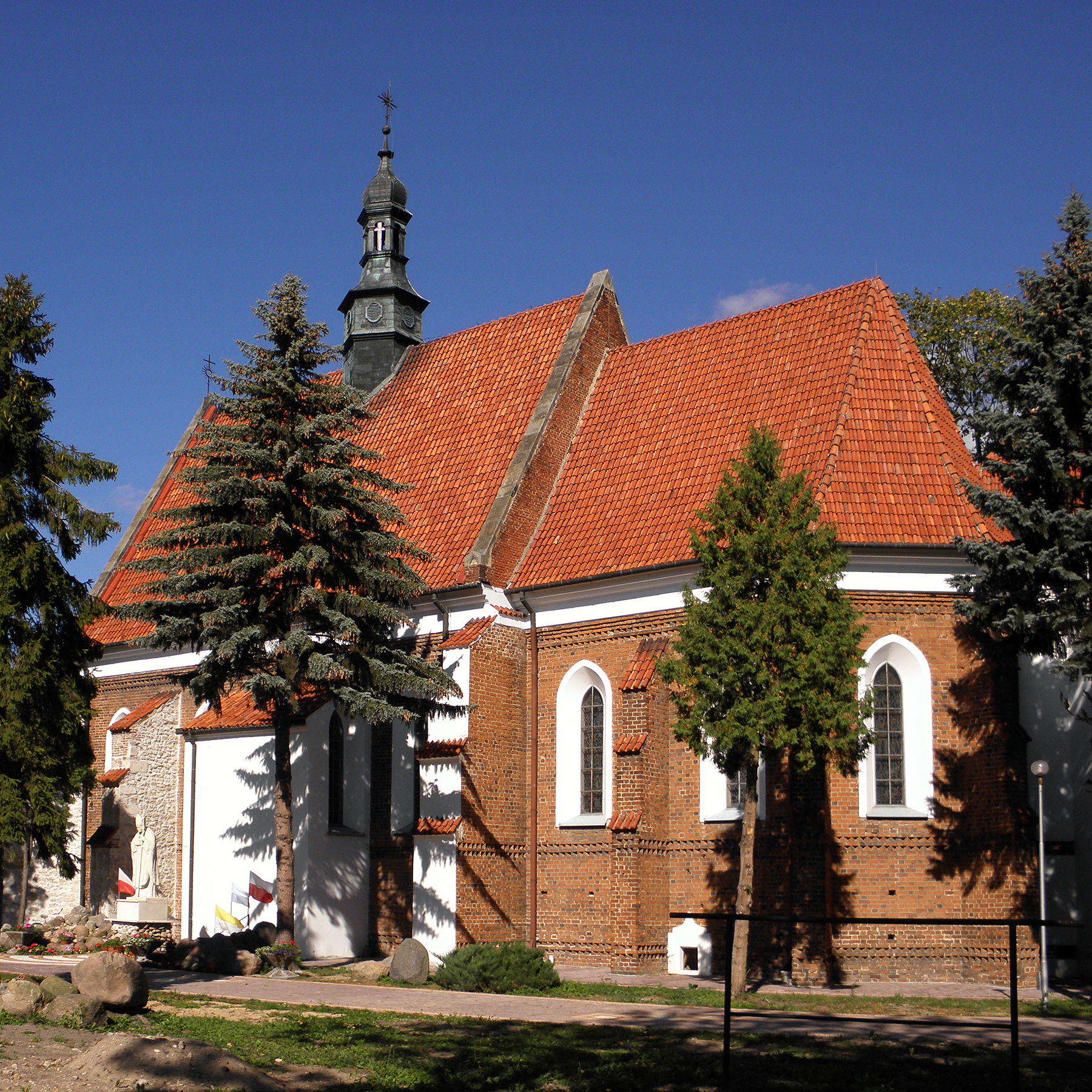
Igreja de São Sigismundo
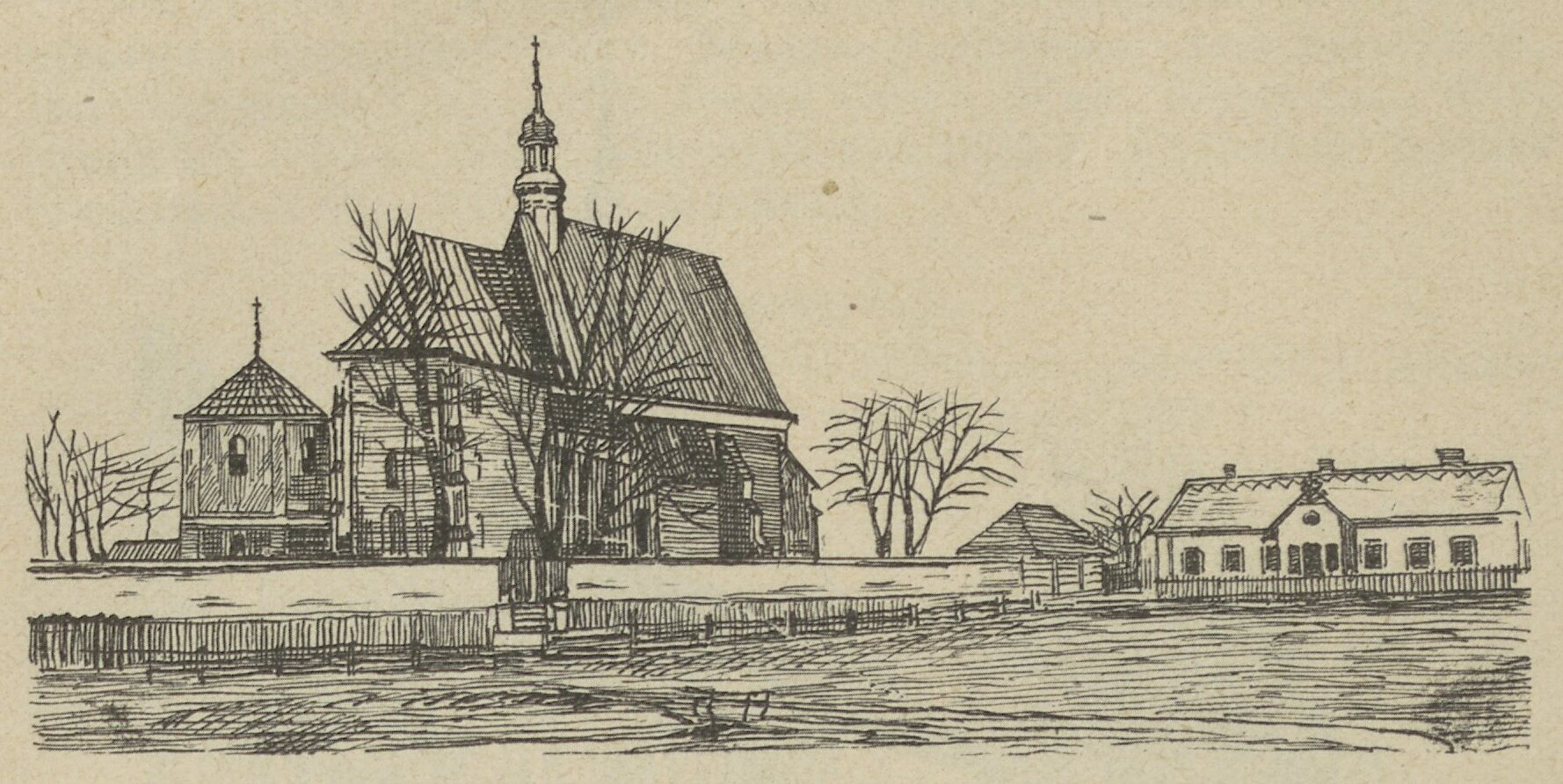
Igreja e casa paroquial antes de 1911

## Esporte
Sienno é a sede do Ludowy Klub Sportowy Zawisza Sienno, que participa da Liga Distrital de Radom.